# Хамсин
Хамсин је сув и врео југоисточни ветар који се јавља у Африци, тачније у Египту. Дува са прекидима, 50 дана после пролећне равнодневнице.